# Conomma annobomum
Conomma annobomum is een hooiwagen uit de familie Pyramidopidae.